# 冰島軍事
冰岛的國防力量主要為負責巡邏冰島領海及監察領空的冰島海岸警衞隊，輔以冰島危機反應部隊及國家警察專員特別隊。冰島是北大西洋公约组织中唯一未設有常备军的國家。
冰島海岸衛隊擁有四艘船艦及四架飛機，並於冰島各處設有防空雷達站以維持冰島空防系統。而負責情報工作的國家安全部隊和冰島國家警察亦屬國防力量之一。另外，外交部旗下的冰島危機應變組（ICRU）亦曾為維和任務部署海外。
冰島於2006年前曾與美国簽訂條約讓其管理凱夫拉維克海軍航空基地並協助防衞冰島，其後基地移交回冰島並由冰島海岸警衞隊管理，但美軍及其他北約軍隊仍會使用該基地。2017年美國宣佈有意翻新機庫以便該基地容納P-8波賽頓海上巡邏機。冰島亦與挪威和丹麥有防務合作協議。
冰島定期舉行名為北方維京的北約演習，最近一次於2011年舉行。1997年冰島首次舉行和平伙伴关系计划演習，為唯一一次俄羅斯參與其中的計劃演習，而於2000年冰島亦再次舉行同類演習。冰島危機應變組則有參與SFOR、KFOR及ISAF等行動。

## 歷史

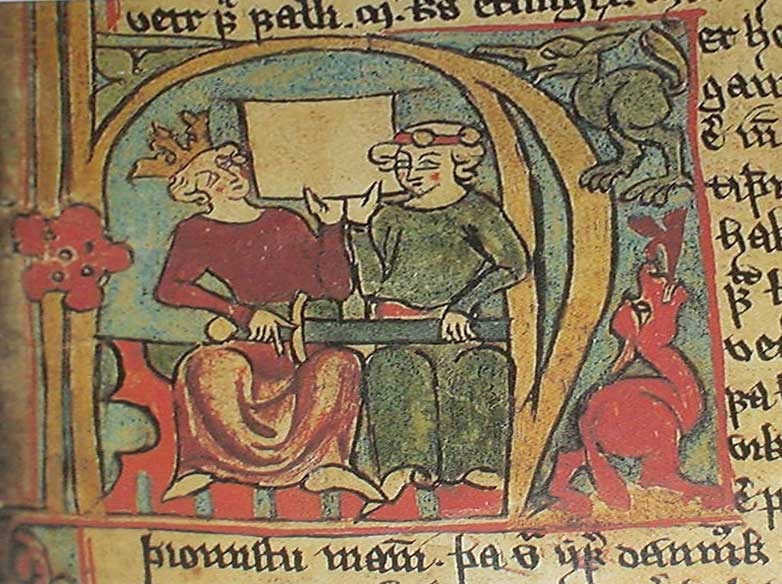
弗拉泰島書中的哈康四世。

冰島早期歷史中，冰島並非一獨立個體，而是由不同酋長所帶領的群體組成。冰島的防務故此由酋長自行負責其所擁有的區域。期間，兩棲作戰是冰島戰爭中的重要一環，特別是在西峽灣區。然而，大規模海戰則較少，最大型一次又稱作海灣戰爭，僅由幾艘船隻在胡纳湾中作戰。
拿破崙戰爭時期之前，冰島所擁有的數百個民兵只能裝備生銹而過時的中世紀武器，例如16世紀的斧槍等。英國人於哥本哈根戰役中擊敗皇家丹麥-挪威海軍後就曾在1808年入侵冰島，而當時冰島武器和火藥甚為不足，故冰島總督未能抵抗。

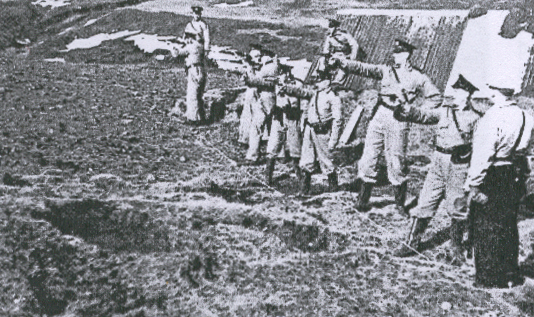
1940年冰島軍人正接受訓練。

1855年，韦斯特曼纳群岛的治安官重新建立了冰島陸軍。丹麥國王則於其後一年提供了180丹麥馬克以供購買火炮，於1857年又再提供了200馬克。治安官成為了軍隊的首領，死後由下任繼承。然而兩任過後由於未指定繼承，軍隊就此解散。
1918年冰島脫離丹麥建立冰島王國，乃奉丹麥國王為國君。冰島隨即建立了冰島海岸警衞隊，然而沒有足夠財政支持以於島上保持常備軍，只好依靠永久中立來避免國家受入侵。第二次世界大战開始前，冰島政府擔心或會被入侵，故擴大了冰島國家警察成為軍事組織，並由曾受丹麥軍隊訓練的警察總長訓練冰島軍隊。他們取得制服與武器，並在島上接受了戰術及射擊訓練。然而，英國入侵冰島前僅訓練了60名士兵，而未能達到其原有訓練300士兵的目標。
美国其後接替英國掌管冰島防務，並一直延續至戰後。1949年冰島作為創始成員參加了北大西洋公约组织並為唯一未有設置常備軍的成員。冰島以不期望建立軍隊作為要求來加入北約，但由於其戰略位置甚佳，故仍獲接納加入。冰島故只集中資源在其海岸警衞隊中，並曾於鱈魚戰爭中與英國捕魚船及英國皇家海軍軍艦作戰。
1951年，在北約的要求下，冰島創立了冰島防衞軍，並於2006年前由美军指揮。冰島防衞軍包含冰島公民以及外國武裝部隊成員。冷战後防衞軍有所裁減，而美国空军亦僅在凱夫拉維克海軍航空基地留有四至六架攔截機，直至2006年9月30日為止。2008年5月起，北約國家按冰島防空警備會定期派戰機巡邏冰島領空。冰島儲蓄糾紛期間，冰島由於與英國有爭議，故向英國政府表示不能接受在此時期由英國軍隊巡邏其領空。故2008年11月14日起英國就取消了相關巡邏。
2006年美軍離開後，冰島決定重組軍隊，並於2008年在外交部下設立冰島國防部（Varnarmálastofnun Íslands）。該部接管了凱夫拉維克海軍航空基地的運作，但在2011年因經濟問題解散，故將其職能移交其他部門。

19世紀冰島軍旗

## 冰島海岸警衞隊

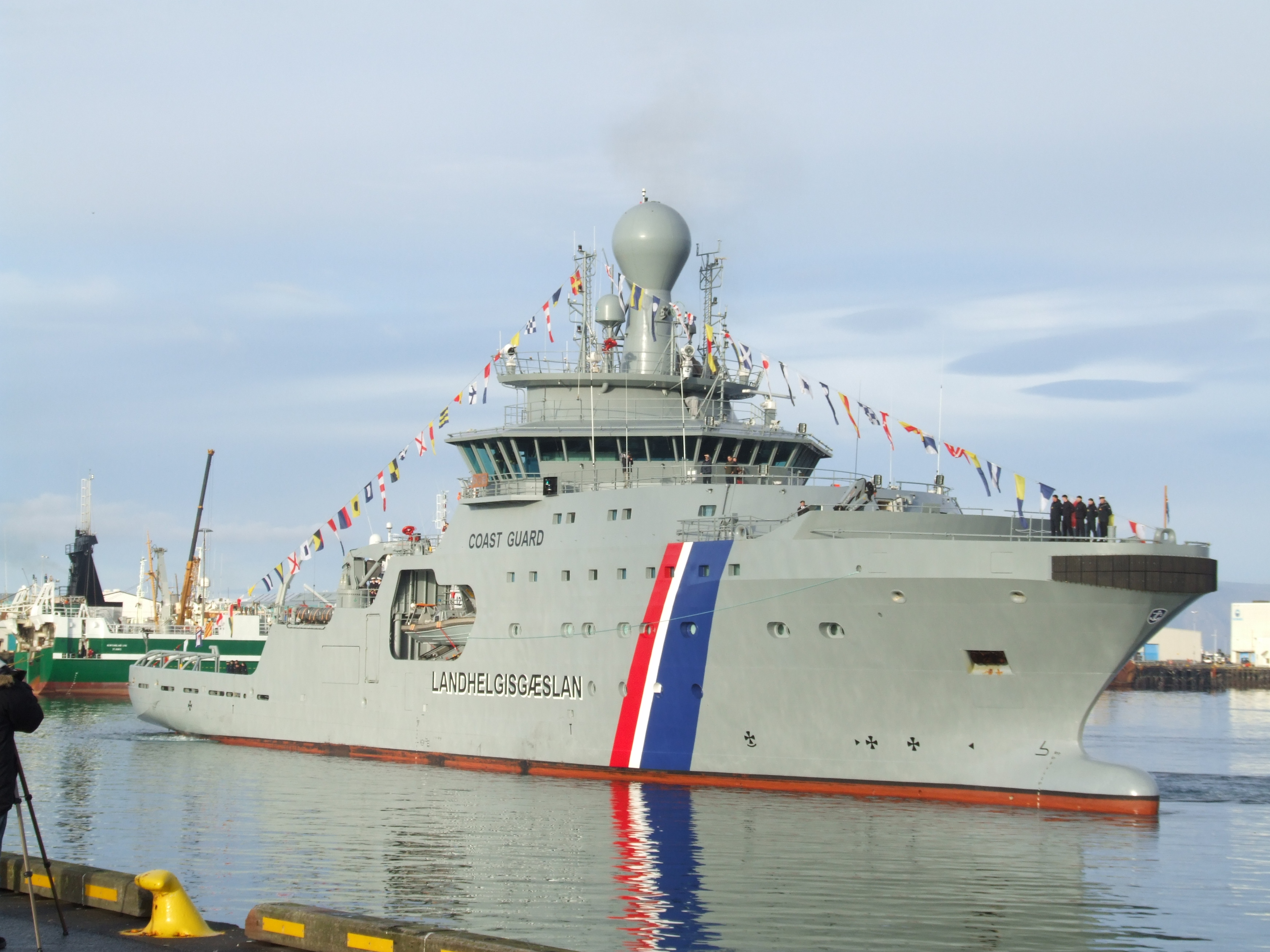
海岸警衞隊旗艦托爾號巡邏艇

1918年分治後，冰島隨即成立海岸警衞隊。其首艘船艦為前丹麥研究船，配以57毫米火炮。冰島海岸警衞隊負責保衞冰島主權及其他重要利益，例如該國的捕漁區等。海岸警衞隊亦向該國漁船提供保安、研究及救援服務。冰島曾於1952、1958、1972及1975不斷擴張甚經濟專屬海域至4、12、50和最後200海里（370），並由此引發與英國的衝突，名為鳕鱼战争。

### 冰島防空系統

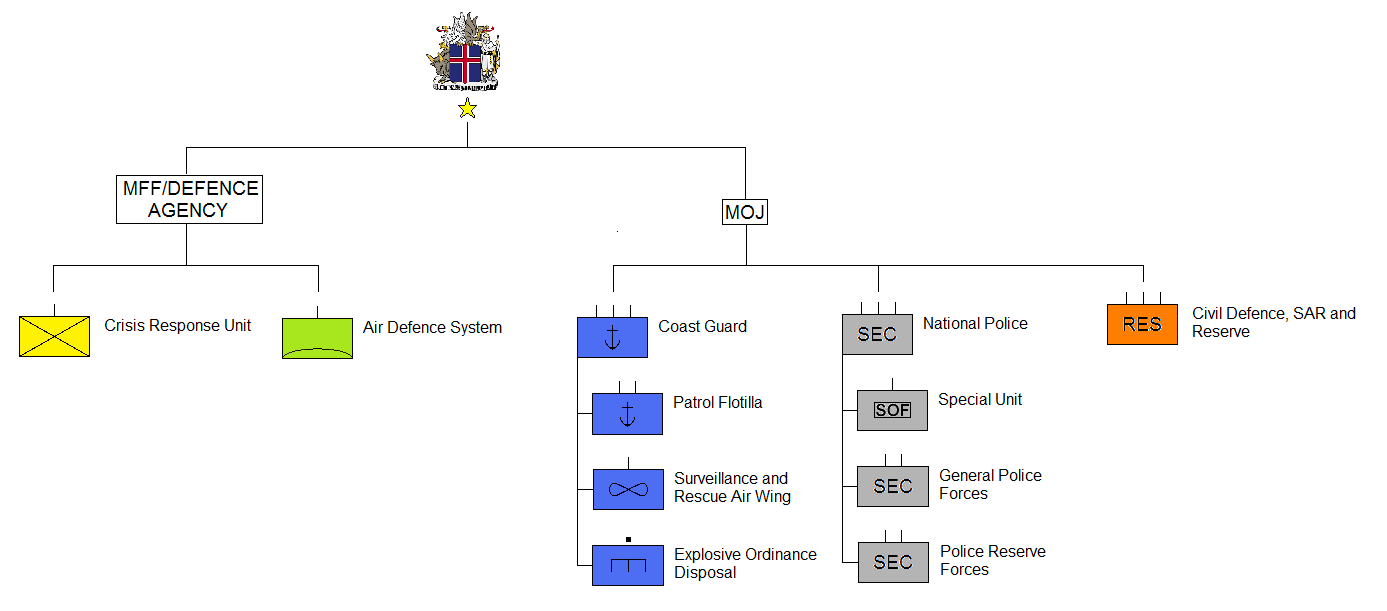
冰島軍事架構

冰島防空系統於1987年建立，管有雷達及指揮與支援系統。現為海岸警衞隊的一部份。北約國家按冰島防空警備定期派戰機巡邏冰島領空協助防衞。

## 冰島危機應變組
冰島危機應變組（ICRU）是一支外派維和部隊，由外交部管轄。該組由其他部門抽調組成，包括國家警察、海岸警衞隊、醫瘵系統等。該組人員皆曾受挪威陸軍的基本訓練。危機應變組大部分制服與裝備皆由外國入口，亦有些從挪威國防軍處借入。冰島危機應變組的成立在國內有所爭議。2004年10月3名危機應變組成員在喀布尔因自殺攻擊而受傷。2008年起，冰島危機應變組特殊情況外不再穿着制服亦不佩帶武器。

## 冰島警察

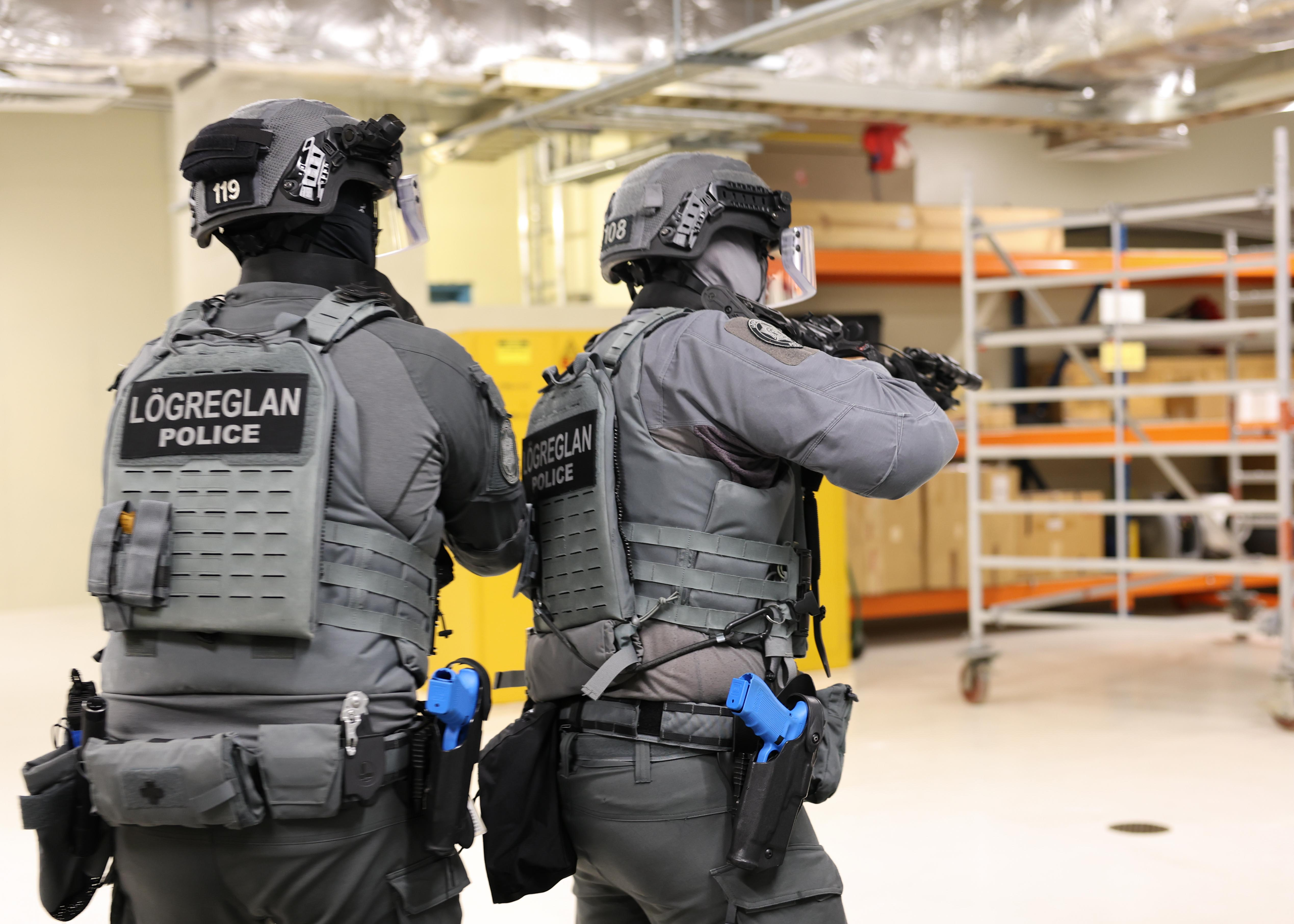
冰島警察參加「北方維京」演習

## 伸延閱讀
- Birgir Loftsson, Hernaðarsaga Íslands : 1170–1581, Pjaxi. Reykjavík. 2006.
- Þór Whitehead, The Ally who came in from the cold : a survey of Icelandic Foreign Policy 1946–1956, Centre for International Studies. University of Iceland Press. Reykjavík. 1998.

## 外部連結
- 冰島海岸警衞隊（页面存档备份，存于）
- 冰島國家警察（页面存档备份，存于）
- 冰島防空系統
- 冰島外交部（页面存档备份，存于）